# Jack Steinberger
Jack Steinberger (n. 25 mai 1921, Bad Kissingen, Bavaria, Republica de la Weimar – d. 12 decembrie 2020, Geneva, Geneva, Elveția) a fost un fizician evreu-american, laureat al Premiului Nobel pentru Fizică, în 1988, împreună cu Melvin Schwartz și Leon Max Lederman, pentru metoda fasciculului de neutrini și demonstrarea structurii de dublet a leptonilor prin descoperirea neutrinului miuonic.